# Parsec (jeu vidéo, TI-99/4A)
Pour les articles homonymes, voir Parsec (homonymie).
Parsec est un jeu de tir écrit par Jim Dramis et Paul Urbanus en 1982 pour l'ordinateur familial TI-99/4A.

## Détails
Parsec constitua un bond en avant significatif en termes de graphismes sur ordinateur familial, rendu possible par l'utilisation du mode « graphics 2 » du processeur TMS9918 de Texas Instruments. Dans Parsec, le joueur pilote un vaisseau spatial à travers seize niveaux successifs, offrant chacun six vagues d'ennemis, ainsi que la traversée d'une ceinture d'astéroïdes.
Ce jeu était unique sur les points suivants :
- réservoir limité en kérosène ; le joueur étant obligé de « faire le plein » dans des tunnels de ravitaillement ;
- trois vitesses verticales, permettant au joueur d'être rapide pendant les combats et précis pendant le ravitaillement ;
- surchauffe du canon au laser, avec explosion du vaisseau en cas d'utilisation prolongée ;
- défilement du paysage (« scroll ») pixel par pixel. Le paysage est généré aléatoirement à l'infini. Parmi les objets visibles au sol, on notera entre autres : des vaisseaux ennemis, le logo Texas Instruments, les initiales des programmeurs. La collision du vaisseau avec le sol est précise au pixel près ;
- avertissements de l'« ordinateur de bord » sur l'imminence d'une attaque. Des avertissements vocaux sont émis par le synthétiseur de parole optionnel.

## À noter
- Deux des types de vaisseaux ennemis (les urbites et les dramites) sont baptisés d'après les deux développeurs du jeu.
- La voix de l'ordinateur de bord est interprétée par Aubree Anderson.